# NGC 4106
NGC 4106 est une (vaste ?) galaxie lenticulaire située dans la constellation de l'Hydre. NGC 4106 a été découverte par l'astronome germano-britannique William Herschel en 1791.

## Caractéristiques
NGC 4106 présente une large raie HI.

### Distance
Sa vitesse par rapport au fond diffus cosmologique est de 2 483 ± 29 km/s, ce qui correspond à une distance de Hubble de 36,6 ± 2,6 Mpc (∼119 millions d'al).
À ce jour, neuf mesures non basées sur le décalage vers le rouge (redshift) donnent une distance de 15,530 ± 9,933 Mpc (∼50,7 millions d'al), ce qui est nettement à l'extérieur des valeurs de la distance de Hubble. Cet échantillon est peu fiable, trois des neuf mesures étant inférieures à 5 Mpc. Notons que c'est avec la valeur moyenne des mesures indépendantes, lorsqu'elles existent, que la base de données NASA/IPAC calcule le diamètre d'une galaxie et qu'en conséquence le diamètre de NGC 4106 pourrait être d'environ 56,1 kpc (∼183 000 al) si on utilisait la distance de Hubble pour le calculer.

## Groupe d'IC 764
NGC 4106 fait partie du groupe d'IC 764. Ce groupe de galaxies compte au moins 11 membres dont les galaxies IC 760, IC 764, IC 2996 et IC 3015.
NGC 4105, la galaxie au nord-ouest de NGC 4106, est à 27,0 ± 2,0 Mpc de la Voie lactée. Elle pourrait fort bien appartenir à ce groupe, et même former une paire de galaxies avec NGC 4106, mais Garcia la place plutôt dans le groupe de NGC 4105.